# Chloropsina
Chloropsina là một chi ruồi trong họ Chloropidae.